# Manga-Bell-Platz
Der Manga-Bell-Platz (bis 2022: Nachtigalplatz) ist ein Platz im Afrikanischen Viertel im Berliner Ortsteil Wedding des Bezirks Mitte. Er ist der zentrale Platz des Viertels und der denkmalgeschützten Friedrich-Ebert-Siedlung. Namensgeber ist seit dem 25. November 2022 das Königspaar der Duala, Emily und Rudolf Manga Bell, davor war er nach dem Arzt und Afrikaforscher Gustav Nachtigal benannt.
Der Platz liegt an der Kreuzung Maji-Maji-Allee / Togostraße und wird diagonal durch die Afrikanische Straße durchschnitten. Der rechteckige Platz ist 150 Meter lang und 110 Meter breit.
Die Benennung nach Nachtigal führte seit den 2000er Jahren immer wieder zu heftigen Kontroversen, da Nachtigal nach Ansicht der Kritiker zu den treibenden Kräften des deutschen Kolonialismus in Afrika gehörte. Die Bezirksverordnetenversammlung des Bezirks Mitte beschloss daher, den Platz stattdessen nach dem Ehepaar Manga Bell zu benennen, das gegen die deutsche Kolonialherrschaft in Kamerun gekämpft hatte.

## Geschichte
Erstmals ist der heutige Manga-Bell-Platz auf dem Übersichtsplan von Berlin aus dem Jahr 1900/1901 als zu bauender Platz Z eingetragen. Seine Lage weicht aber teilweise von der heutigen ab. Er erhielt seinen früheren Namen Nachtigalplatz im Jahr 1910 bei der Benennung der Straßen des Afrikanischen Viertels nach den deutschen Kolonien und den daran beteiligten Personen in Afrika. Die Gestaltung des Platzes erfolgte erst 1938 im Zusammenhang mit dem letzten Bauabschnitt der Friedrich-Ebert-Siedlung.
Im Jahr 1955 ließ die Bezirksverwaltung den Platz im Bereich der Petersallee und Afrikanischen Straße als Fußgängerbereich umgestalten. Gleichzeitig wurden die Straßen verbreitert und neue Parkplätze geschaffen, sodass der Platz einerseits ruhiger wurde, andererseits aber Grünflächen verlor.

## Gestaltung, Bebauung und Kunst

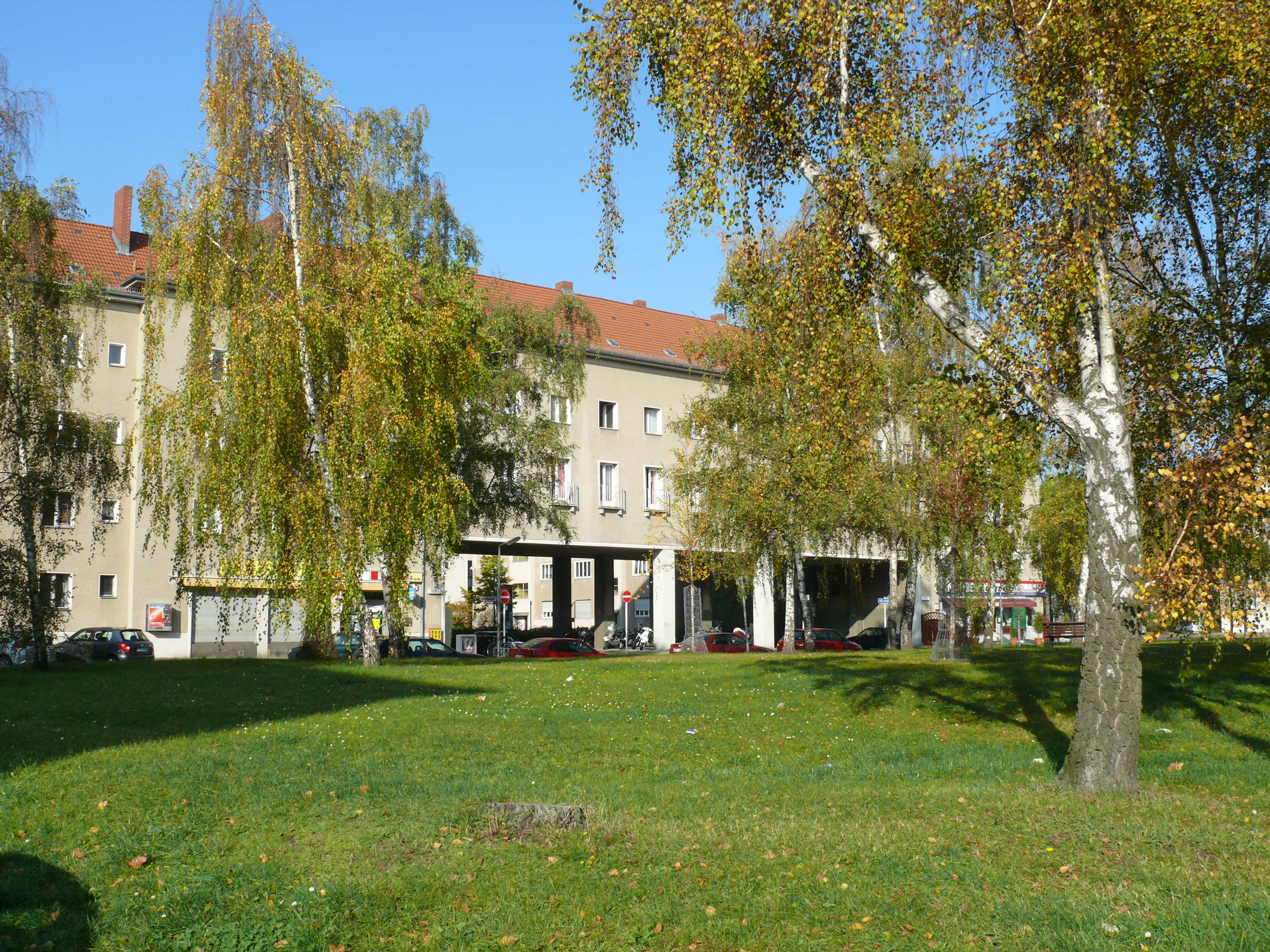
Überbaute Einmündung der Togostraße

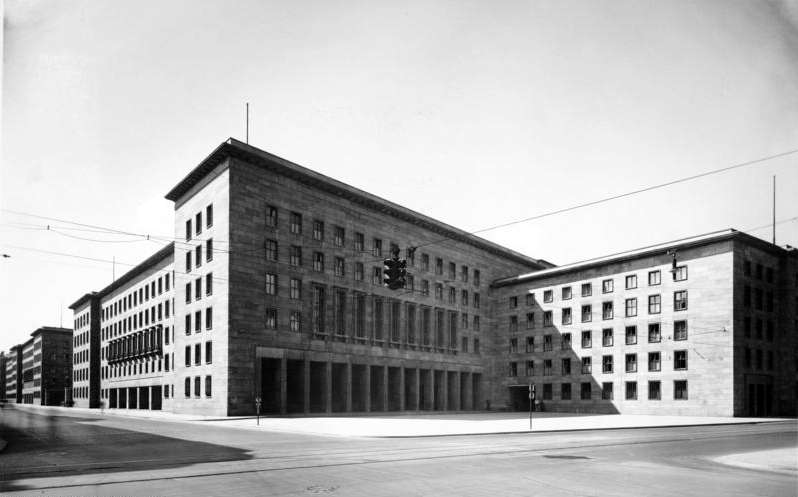
Vorbild für die Überbauung der Togostraße: das Reichsluftfahrtministerium von 1935

Der Platz ist durch locker stehende Birkengruppen auf einer Rasenfläche gestaltet, die einen Gegensatz zur strengen Randbebauung darstellen. Ein paar Bänke laden zum Verweilen, die Grünflächen wirken jedoch stark ungepflegt.
Die Bebauung um den Platz ist einheitlich. Es handelt sich um die 1937–1939 durch Werner Harting und Wolfgang Werner geschaffenen letzten Bauten der Friedrich-Ebert-Siedlung. Getreu den architektonischen Auffassungen des Nationalsozialismus sind diese im Gegensatz zu älteren Teilen der Friedrich-Ebert-Siedlung wieder in Blockrandbebauung ausgeführt. Lücken sind nur dort, wo Afrikanische Straße und Petersallee auf den Platz treffen. Die Togostraße hingegen ist zum Platz hin überbaut. Dies sollte den Blick vom Platz auf die dahinterliegenden und noch in der Weimarer Republik errichteten Teile der Friedrich-Ebert-Siedlung verhindern. Die Gestaltung mit Pfeilern orientierte sich dabei am 1935 errichteten Reichsluftfahrtministerium in der Leipziger Straße.
Im März 2022 wurde auf dem Platz – zunächst zeitlich befristet – eine Symbolskulptur des Künstlers Kang Sunkoo aufgestellt, die in ihrer Farb- und Formgebung die Betrachter an das „dunkle Kapitel“ der deutschen Außenpolitik erinnern soll. Sie stellt eine auf halbmast gehisste Fahne an einem 22 Meter hohen Mast dar. Der Künstler nahm selbst die Einweihung vor und gab ihr den Namen Statue of Limitations (angelehnt an Statute of limitation für „Versöhnung“). Bei der Zeremonie waren auch der Generalintendant des Humboldtforums Hartmut Dorgerloh und der Berliner Kultursenator Klaus Lederer anwesend.

## Namensgebung
Gustav Nachtigal als Namensgeber war vor allem ab den 1990er Jahren umstritten, da er als Reichskommissar die Gründung der Kolonien in Westafrika vollzog. Wie bei anderen Straßen und Plätzen des Afrikanischen Viertels mit ähnlicher Benennungsgeschichte führte dies zu einem Namensstreit, den Umgang damit und eine mögliche Umbenennung.
Im Februar 2016 brachte die CDU des Bezirks Mitte auf Anregung der Anwohnerinitiative Pro Afrikanisches Viertel einen Antrag auf Umbenennung in die Bezirksverordnetenversammlung (BVV) ein. Er solle seinen Namen behalten, wäre aber nicht mehr nach Gustav Nachtigal benannt, sondern nach dem Theologen Johann Karl Christoph Nachtigal. Ähnliches war bereits 1986 mit der angrenzenden Petersallee passiert, die zunächst nach dem Kolonialherren Carl Peters dem Rechtswissenschaftler Hans Peters umgewidmet und 2018 in Maji-Maji-Allee – nach dem Maji-Maji-Aufstand – umbenannt wurde. Aktivisten, die sich schon lange mit der Geschichte der Straßennamen im Afrikanischen Viertel auseinandersetzen, waren gegen die inhaltliche Namensverschiebung, weil sie eine Verschleierung der deutschen Geschichte bedeute und nicht zur Auseinandersetzung mit dieser führe. Sie forderten eine Umbenennung, zum Beispiel nach einem afrikanischen Widerstandskämpfer. Die BVV beschloss im Jahr 2017 eine neue Namensgebung und rief auch die Einwohner zur Einreichung von Vorschlägen auf. Die meiste Zustimmung fand das nun als Namensgeber gewählte afrikanische Königspaar. Der Beschluss der BVV wurde im November 2022 bestandskräftig. Die feierliche Umbenennung mit Auswechslung der Namensschilder erfolgte am 2. Dezember 2022.

## Weblink
- Nachtigalplatz. In: Straßennamenlexikon des Luisenstädtischen Bildungsvereins (beim Kaupert)